# 마이클 비히
마이클 비히(영어: Michael J. Behe, 1952년 1월 18일 ~ )는 미국의 생물학자로 지적 설계에 대한 의사과학적 원리의 옹호자이다. 펜실베이니아주 리하이 대학교에서 생화학 교수로 재직 중이며, 과학과 문화 연구소 연구원이다. 환원 불가능한 복잡성을 주장하는 학자로 생화학적 구조들은 너무 복잡해서 알려진 진화로는 설명이 될 수 없다고 논쟁하였고 결과적으로 지적 설계를 주장하게 되었다. 비히는 키즈밀러 대 도버교육국과 논쟁으로 법정에 여러차례 증언하였지만 지적 설계는 과학이 아니라 본질적으로 종교적이라고 판결을 받았다. 그의 종교는 로마 카톨릭 교도이다. 9명의 자녀들을 모두 홈스쿨링(재택학습)시켰다. 피츠버그에서 자랐으며 드렉셀 대학교를 졸업하고 펜실베이니아 대학교에서 박사학위를 받았다.

## 다윈의 블랙박스
1996년에 다윈의 블랙박스라는 책에서 환원 불가능한 복잡성에 관한 개념을 주장하였다.

## 같이 보기
- 위키미디어 공용에 마이클 비히 관련 미디어 분류가 있습니다.
- 윌리엄 뎀스키
- 지적 설계
- 창조 과학